# 恩斯特·舍费尔
恩斯特·舍费尔（德語：Ernst Schäfer，發音：[ˈɛʁnst ˈʃɛːfɐ]；1910年3月14日—1992年7月21日），德国探险家、猎人和动物学家，以鳥類學见长。在纳粹时期，他还是祖先遗产学会会员，任突擊隊大隊領袖。舍费尔最为人熟知的事迹是他在1931年、1934年—1935年和1938年—1939年的三次西藏探险，前两次由美国人布鲁克·多兰二世率领，第三次是在海因里希·希姆莱赞助下由他本人带队远征。这些探险活动收集了3,300份鸟类标本。